# Моосте
Моосте (ест. Mooste, виро Moostõ) — сільське селище (ест. alevik) в Естонії. Адміністративний центр однойменної волості у повіті Пилвамаа.
| Естонія | Це незавершена стаття з географії Естонії. Ви можете допомогти проєкту, виправивши або дописавши її. |

1. ↑  Land and Spatial Development Board — 1990.